# منتخب الدنمارك لكرة القدم الشاطئية
منتخب الدنمارك لكرة القدم الشاطئية هو ممثل الدنمارك الرسمي في المنافسات الدولية في كرة قدم شاطئية .